# Dysschema inclusa
Dysschema inclusa är en fjärilsart som beskrevs av Walker 1862. Dysschema inclusa ingår i släktet Dysschema och familjen björnspinnare. Inga underarter finns listade i Catalogue of Life.